# Робърт Девъро
Робърт Девъро (на английски: Robert Devereux, 2nd Earl of Essex) е най-известният и амбициозният от графовете Есекс, военачалник, генерал и любимец на английската кралица Елизабет I.
Изпада в немилост и е сложен под домашен арест след неуспешните боеве по време на деветгодишната война с Ирландия през 1599 г., след което предприема опит за държавен преврат през 1601 г. Обвинен е в измяна и предателство и осъден на смърт.
Той е син на Уолтър Девъро и Летис Нолис. Неговата прабаба по майчина линия е Мери Болейн, сестра на Ан Болейн, майката на Елизабет I. Той е също така завършен лиричен поет.
Обвинението в държавна измяна означава, че графската титла му е отнета и че също така синът му няма да я получи по наследство. След смъртта на кралицата обаче, Джеймс I възстановява титлата на сина му, който също се казва Робърт Девъро.